# NRP Tridente (S160)
O NRP Tridente (S160) é o primeiro submarino da classe Tridente da Marinha Portuguesa.

## Entrada em serviço
O submarino foi aceite em definitivo pelo Estado Português em 7 de Setembro de 2011, tendo ultrapassado todas as expectativas.